# Gneu Flavi
Gneu Flavi (en llatí Cnaeus Flavius) era el fill d'un llibert de nom incert (Titus Livi l'anomena Cneius, Aule Gel·li i Plini el Vell l'anomenen Annius) i de naixement humil, que es va convertir en un jurista i magistrat d'anomenada.

## Importància històrica
Era secretari d'Appi Claudi Cec i va obtenir diversos honors. Va ser el divulgador de determinats tecnicismes en els procediments judicials que anteriorment eren secrets i considerats patrimoni dels pontífexs i patricis. Entre les normes jurídiques de coneixement limitat estaven els actus legitimi i les actiones legis, els primers eren els tecnicismes de les transaccions legals privades i els segons les cerimònies de procediment judicial. Una cosa també molt amagada era el calendari (fasti) i part de les formulae. Les normes del calendari determinaven quines activitats estaven permeses i quines no en determinats dies. Les formulae eren inicialment les sol·licituds o la manera en què es podia fer una demanda, però també hi havia formulae per altres actes, per exemple: la mancipatio, la sponsio, l'adoptio i altres.
La col·lecció de normes legals publicada per Flavi va ser coneguda com a Ius Flavianum, i proper al Ius Civile Papirianum. Va ser el primer treball privat sobre legislació romana. Els juristes patricis es van indignar en veure que la seva intervenció esdevenia innecessària per aquesta publicació i per tal de recuperar els privilegis van establir noves normes de legis actiones, i per mantenir-les en secret van establir un codi xifrat (notae). Cent anys després igualment aquestes normes van ser revelades (any 200 aC per Sext Eli Pet, al Ius Aelianum).
La popularitat que li va produir aquesta publicació el va fer ser escollit per les magistratures de triumvir nocturn, triumvir coloniae deducendae i edil curul (303 aC). En aquell temps això era sorprenent per ser el fill d'un llibert, la seva ascensió social no va ser ben vista per alguns i l'elit de governants va reaccionar elaborant una reforma electoral per evitar que això tornés a passar. Appi Claudi el va fer senador. També va ser probablement tribú de la plebs (ho diuen Licini Macer, mencionat per Titus Livi i també Plini el Vell). Valeri Màxim diu que també va ser pretor.